# Bosc-Bordel
Bosc-Bordel is een gemeente in het Franse departement Seine-Maritime (regio Normandië) en telt 440 inwoners (1999). De plaats maakt deel uit van het arrondissement Rouen.

## Geografie
De oppervlakte van Bosc-Bordel bedraagt 11,8 km², de bevolkingsdichtheid is 37,3 inwoners per km².
De onderstaande kaart toont de ligging van Bosc-Bordel met de belangrijkste infrastructuur en aangrenzende gemeenten.

## Demografie
Onderstaande figuur toont het verloop van het inwonertal (bron: INSEE-tellingen).